# Pierre à cupules de Saint-Hilaire du Touvet
La Pierre à cupules de Saint-Hilaire du Touvet est une pierre à cupules située à Saint-Hilaire-du-Touvet, sur le plateau des Petites Roches, dans le département de l'Isère, en région Auvergne-Rhône-Alpes.

## Historique
La pierre a été découverte en juillet 1987 par B. et P. Degueurce dans la forêt des Dioux, à Saint-Hilaire-du-Touvet. Elle a été déplacée et mise en évidence à proximité de l'église et de la gare du funiculaire.

## Description
La pierre est un bloc erratique qui compte une centaine de cupules creusées par l'homme, probablement pendant la période néolithique, entre 6000 et 2000 av. J.-C.. La raison des cupules reste inconnue. On a formulé diverses hypothèses : pierre à sacrifice, carte du ciel, plan d'un village, site funéraire, table de jeux...